# Zygimantas Riauka
Zygimantas Riauka (Klaipeda, 3 de marzo de 1993) es un jugador de baloncesto de origen lituano, que se nacionalizó como uruguayo. Con una altura oficial de dos metros y seis centímetros, juega en las posiciones de ala-pívot y pívot.

## Trayectoria deportiva
Formado académica y deportivamente en los Estados Unidos de América, jugó al baloncesto en la Downers Grove South High School del estado de Illinois. De allí pasó a la Universidad de Wisconsin-Parkside, siendo parte de la plantilla de los Rangers durante las cuatro temporadas de formación universitaria (2011/12 a 2014/15, ambas inclusive). 
Finalizada dicha etapa, firmó su primer contrato profesional en la temporada 2015/16 con el CAI Zaragoza, club de la Liga ACB española, formando parte del equipo filial de la Liga LEB Plata, Simply El Olivar, donde fue uno de los jugadores destacados de la competición.
En la temporada 2016/17 ficha por el Cáceres Patrimonio de la Humanidad de la Liga LEB Oro española, donde promedió 4,6 puntos y 3,7 rebotes. 
Tras no renovar con el club cacereño, disputa la temporada 2017/18 enrolado en el Team FOG Naestved, club de la liga danesa, y en 2018/19 firma por el Dragons Rhoendorf de la Pro-B (tercera división) alemana. 
Para junio de 2019 firmó con Miramar BBC, equipo de Liga Uruguaya de Básquetbol de Ascenso, el campeonato de segunda división profesional del país. Con dicho club salió campeón en dicho torneo. Su contribución al equipo fue tan destacada, que recibió una invitación de la FUBB para integrar el Uruguay Elite Team, un equipo que participó del NBA G-League International Challenge 2019.
Posteriormente jugaría en el campeonato de primera con la camiseta de Olimpia y de Urupan, además de jugar en El Metro como ficha extranjera de Sayago y Unión Atlética.